# Indica (Band)
Indica ist eine 2001 gegründete finnische Symphonic-Metal-Band, die ihre Musik zusätzlich mit Pop-Rock mischt. Die Gruppe bezeichnet ihren Stil als Mystik-Romantik-Pop.

## Geschichte
Gegründet wurde Indica im Jahr 2001 von den beiden Klassenkameradinnen Jonsu (Violine) und Heini (Kontrabass), die sich in einem Jugend-Streicherorchester kennengelernt hatten. Kurz nach der Gründung traten Sirkku (Keyboard) sowie Jenny (Gitarre) und Laura (Schlagzeug) in die Band mit ein.
Jani Jalonen von Sony BMG Music Finland interessierte sich für die Band und bot ihnen nach einem Auftritt einen Plattenvertrag an, der Anfang 2003 unterzeichnet wurde.
Das erste Album Ikuinen Virta entstand bald darauf und wurde noch im selben Jahr veröffentlicht. Dieses ist im Gegensatz zu den nachfolgenden Aufnahmen weniger experimentell, dafür poppiger und schneller. Die gleichnamige Singleauskopplung wurde in Finnland schnell ein großer Erfolg und verhalf der Band zu zahlreichen Auftritten bei bekannten Festivals. Das Album erhielt im Sommer 2004 Platin für 32.444 verkaufte Tonträger.
Ein Jahr später entstand das zweite Album Tuuliset Tienoot, welches noch Goldstatus erreichte und 2007 erschien mit Kadonnut Puutarha das dritte Album von Indica. Beide Alben wirken ausgereifter und zeugen von dem mystisch angehauchten Songwriting, für das Indica heute bekannt ist.
Ab Herbst 2007 spielte Indica im skandinavischen Raum als Vorband für Nightwish, was ihren Bekanntheitsgrad international erheblich steigerte. Aufgrund guter Beziehungen entschied sich der Nightwish-Songwriter Tuomas Holopainen, Jonsu die finnische Version des Instrumental-Tracks Last of the Wild einsingen zu lassen, was Indica zu internationalem Durchbruch verhalf. Zudem übernahm Holopainen die Aufgabe des Produzenten für das neue Album von Indica. Das Album mit dem Titel Valoissa wurde am 17. September 2008 veröffentlicht. Pahinta tänään wurde vorab als E-Single ausgekoppelt; der Titeltrack Valoissa folgte drei Wochen vor dem Albumrelease.
Im Frühjahr 2009 begleite Indica erneut Nightwish auf deren Tournee, diesmal bei Auftritten in ganz Europa.
Im Juni 2010 erschien das fünfte Album A Way Away, welches erstmals Lieder mit englischen Texten enthält. Das englischsprachige Debüt der Band besteht aus bereits veröffentlichten Liedern, welche in Zusammenarbeit mit Rory Winston ins Englische übertragen und musikalisch überarbeitet wurden. Es kletterte in Deutschland auf Platz 20, in der Schweiz auf 32, in Österreich auf 52 und in der finnischen Heimat auf Platz 8 der Hitlisten. Die zugehörige eigene (Klub-)Tournee durch Deutschland sowie mit Auftritten in den Niederlanden (30.10.), der Schweiz (11.11.) und Frankreich (14.11.) startete am 23. Oktober 2010 in Flensburg.
Im Januar 2014 erschienen nach einigen Verzögerungen die Alben Shine (in Englisch) und Akvaario (in Finnisch).

## Diskografie

### Alben
- Ikuinen virta (2004)
- Tuuliset tienoot (2005)
- Kadonnut puutarha (2007)
- Valoissa (2008)
- A Way Away (2010)
- Shine (englische Version) / Akvaario (finnische Version) (2014)

### Kompilationen
- Pahinta tänään – Kokoelma (2009)

### Singles
- Scarlett (26. März 2004)
- Ikuinen virta (5. August 2004)
- Vettä vasten (23. März 2005)
- Ihmisen lento (2005, Promotion)
- Vuorien taa (19. Oktober 2005)
- Pidä kädestä (2005, Promotion)
- Niin tuleni teen (2005, Promotion)
- Linnansa vanki (2007, Promotion)
- Noita (2007, Promotion)
- Ulkona (2007, Promotion)
- Pahinta tänään (8. Mai 2008, Promotion), (12. Mai 2008, Internet-Single)
- Valoissa (18. August 2008, Internet-Single)
- 10 h myöhässä (2008)
- Valokeilojen vampyyri (2009)
- In Passing (2010)
- Islands of Light (2010)
- Precious Dark (2010)
- A Definite Maybe (2013)
- Älä kanna pelkoa (2013)

### Musikvideos
- Scarlett (2004), unter Regie von Kusti Manninen
- Ikuinen virta (2005), unter Regie von Kusti Manninen
- Vuorien taa (2006), unter Regie von Marko Mäkilaakso
- Pidä kädestä (2006), unter Regie von Marko Mäkilaakso
- Linnansa vanki (2007), unter Regie von Jesse Hietanen
- Pahinta tänään (2008), unter Regie von Jesse Hietanen
- Valoissa (2008)
- 10 h myöhässä (2008)
- Straight and Arrow (2009), unter der Regie von Denis Goria
- In Passing (2010)
- Island of Light (2010)
- Precious Dark (2010)
- Älä kanna pelkoa (2013)
- Suunta on vain ylöspäin (2014)